# 배출권 거래제
배출권 거래제(排出權去來制, 영어: emissions trading, emission trading, cap and trade)는 온실 기체 감축의무가 있는 사업장, 혹은 국가간 배출 권한 거래를 허용하는 제도이다. 탄소배출권거래제라고도 한다. 탄소배출권을 시장에서 거래할 수 있게 하는 제도다.
기업들이 교토의정서 지정 6대 온실가스인 이산화 탄소, 메테인, 아산화 질소, 과불화탄소, 수소 불화 탄소, 육불화황을 줄인 실적을 유엔 기후변화협약(UNFCCC)에 등록하면 감축한 양만큼 탄소배출권(CER: Certificated Emission Reduction)을 받게 된다.

## 같이 보기
- 탄소 발자국
- 청정개발체제(CDM, en:Clean Development Mechanism)